# Ponte di Rosano
Il ponte di Rosano attraversa il fiume Arno e collega l'abitato dell'omonima frazione del comune di Rignano sull'Arno a Pontassieve.

## Storia
È situato sulla strada provinciale 34, al bivio con la strada provinciale 90, e fu inaugurato il 20 dicembre 1954  in sostituzione di una chiatta che attraversava il fiume pressappoco nello stesso punto: al tempo non esistevano altri attraversamenti per veicoli tra Rignano e Firenze.
Dal 2021 fa parte della nuova mobilità ciclopedonale che collega Pontassieve con l’abitato di Rosano.

### Alluvione del 1966
Durante l’alluvione del 1966, nelle vicinanze del ponte, presso l'allora stazione idrometrica di Nave di Rosano che andò distrutta durante l’evento catastrofico, l’Autorità di bacino del Fiume Arno, nel corso dell’elaborazione del Piano di Bacino, ha stimato un picco massimo del fiume stimabile intorno ai 4000 mc/s.

## Gli altri ponti
Nelle vicinanze, un altro ponte avrebbe dovuto collegare Rosano all'abitato di San Francesco poco prima della confluenza della Sieve, ma i lavori di costruzione furono interrotti a seguito dell'alluvione del 1966 e non furono più ripresi a causa dei danni procurati dalla piena. I resti di questo ponte sono tuttora visibili.

### Ponte della Nave
Erroneamente chiamato anch'esso talvolta Ponte di Rosano, a meno di due chilometri, in direzione di Firenze dalla frazione di Rosano, nel 1990 è stato costruito un secondo ponte viario, Ponte della Nave, che collega direttamente la strada provinciale 34 alla strada statale 67 Tosco-Romagnola attraversando il fiume Arno e il confine amministrativo tra i comuni di Bagno a Ripoli e Pontassieve.

## Pista ciclabile Pontassieve-Rosano
Nel 2021 è stato realizzato, sul lato che guarda a sud, un percorso in sede propria per consentire il passaggio ciclopedonale tra le due sponde dell'Arno.